# Ragnar Melin (arkitekt)
Carl Martin Ragnar Melin, född 31 januari 1889 i Kristianstad, död 30 mars 1919 i Stockholm, var en svensk byggnadsingenjör och arkitekt.
Melin utexaminerades från teknisk elementarskola 1910, var anställd hos arkitektfirman Höög & Morssing i Stockholm 1911–1913, hos Helge Torulfs firma Allmänna Ingeniörsbyrån i Stockholm (därav åtta månader i Perm, Ryssland) 1913–1915, hos arkitekt Axel Lindegren i Stockholm 1915–1916 samt kontrollör och föreståndare för Aseas byggnadskontor i Jaroslavl, Ryssland, 1916–1919. Han var även kontrollant vid AB Svensk Filmindustris ateljébyggnader i Råsunda. Han är gravsatt på Norra begravningsplatsen utanför Stockholm.